# Kim Källström
Kim Mikael Källström (født 24. august 1982 i Sandviken) er en svensk tidligere fodboldspiller. Han spillede gennem karrieren for blandt andet Arsenal F.C., Stade Rennais FC og Olympique Lyon. Han spillede 131 kampe og scorede 16 mål for Sveriges fodboldlandshold.